# Bích huyết kiếm
Bích huyết kiếm (Phồn thể: 碧血劍, Giản thể: 碧血剑, Bính âm: Bì Xuě Jiàn) là một tiểu thuyết võ hiệp của nhà văn Kim Dung, được đăng lần đầu tiên trên Hương Cảng thương báo từ ngày 1 tháng 1 năm 1956 đến ngày 31 tháng 12 năm 1956.
Tiểu thuyết Lộc Đỉnh ký là phần tiếp theo của tiểu thuyết Bích huyết kiếm này do sự xuất hiện trở lại của khá nhiều nhân vật như A Cửu, Hà Thiết Thủ, Lý Tự Thành, Trần Viên Viên, Ngô Tam Quế, Quy Tân Thụ,...

## Bối cảnh
Vào cuối thời nhà Minh (1630-1644), đại tướng Viên Sùng Hoán bị cáo buộc từ thông với ngoại phiên và bị hoàng đế Sùng Trinh xử tử. Con trai Viên Sùng Hoán là Viên Thừa Chí nhờ may mắn được đưa lên núi Hoa Sơn, được Mục Nhân Thanh và Mộc Tang đạo nhân truyền thụ võ nghệ. Trên núi Hoa Sơn, Viên Thừa Chí tình cờ phát hiện ra Kim xà kiếm và Kim xà bí kíp - di vật của Hạ Tuyết Nghi và học được kiếm thuật vô địch của Kim Xà Lang Quân.
Kim Dung đã viết trong phần tái bút của bản cũ: Nhân vật chính thực sự của "Bích huyết kiếm" là Viên Sùng Hoán, theo sau là Kim Xà Lang Quân Hạ Tuyết Nghi. Vai trò của nhân vật Viên Thừa Chí không rõ ràng, anh chỉ có thể được coi là nhân vật chính thứ ba, phần giải thích này đã bị xóa trong bản sửa đổi mới.

## Các chương hồi
Tác phẩm gồm 20 hồi và Viên Sùng Hoán bình truyện gồm 15 phần và phần Hậu ký.
| Hồi mục | Tiếng Trung           | Hán-Việt                                               | Tiếng Việt                                            |
| ------- | --------------------- | ------------------------------------------------------ | ----------------------------------------------------- |
| Hồi 1   | 危邦行蜀道 亂世壞長城 | Nguy Bang Hàng Thục Đạo Loạn Thế Hoại Trường Thành     | Đường loạn đầy nguy hiểm Vua tự hủy trường thành      |
| Hồi 2   | 恩仇同患難 死生見交情 | Ân Cừu Đồng Hoạn Nạn Tử Sinh Kiến Giao Tình            | Ân cừu chung hoạn nạn Sống chết thấy giao tình        |
| Hồi 3   | 經年親劍鋏 長日對楸枰 | Kinh Niên Thân Kiếm Giáp Trường Nhật Đối Thu Bình      | Tháng năm chăm luyện kiếm Sớm tối học chơi cờ         |
| Hồi 4   | 矯矯金蛇劍 翩翩美少年 | Kiểu Kiểu Kim Xà Kiếm Phiên Phiên Mỹ Thiếu Niên        | Lợi hại Kim xà kiếm Văn nhã mỹ thiếu niên             |
| Hồi 5   | 山幽花寂寂 水秀草青青 | Sơn U Hoa Tịch Tịch Thủy Tú Thảo Thanh Thanh           | Hoa thơm đêm tịch mịch Cỏ xanh nước trong veo         |
| Hồi 6   | 踰牆摟處子 結陣困郎君 | Du Tường Lâu Xứ Tử Kết Trận Khốn Lang Quân             | Vượt tường thành duyên nghiệt Bày trận khốn lang quân |
| Hồi 7   | 破陣緣秘笈 藏珍有遺圖 | Phá Trận Duyên Bí Cấp Tàng Trân Hữu Dị Đồ              | Phá trận nhờ bí kíp Bản đồ chỉ kho tàng               |
| Hồi 8   | 易寒強敵膽 難解女兒心 | Dịch Hàn Cường Địch Đảm Nan Giải Nữ Nhi Tâm            | Dễ phá uy cường địch Khó hiểu dạ nữ nhi               |
| Hồi 9   | 雙姝拚巨賭 一使解深怨 | Song Thù Biện Cự Đổ Nhất Sử Giải Thâm Oán              | Người đẹp chơi cược lớn Chuyện cũ giải oán sâu        |
| Hồi 10  | 不傳傳百變 無敵敵千招 | Bất Truyền Truyền Bách Biến Vô Địch Địch Thiên Chiêu   | Bất truyền, truyền bách biến Vô địch, địch ngàn chiêu |
| Hồi 11  | 慷慨同仇日 間關百戰時 | Khảng Khái Đồng Cừu Nhật Gian Quan Bách Chiến Thời     | Khẳng khái chung thù địch Gian nan lập nghĩa quân     |
| Hồi 12  | 王母桃中藥 頭陀席上珍 | Vương Mẫu Đào Trung Dược Đầu Đà Tịch Thượng Trân       | Đầu đà dùng mỹ tửu Đào tiên giấu dược hoàn            |
| Hồi 13  | 揮椎師博浪 毀炮挫哥舒 | Huy Truỳ Sư Bác Lãng Huỷ Pháo Toả Ca Thư               | Hẹn bạn ngày quy ẩn Hủy pháo giúp Sấm quân            |
| Hồi 14  | 劍光崇政殿 燭影昭陽宮 | Kiếm Quang Sùng Chinh Điện Chúc Ảnh Thiều Dương Cung   | Sùng Chính Điện kiếm lòe Đạo sĩ truồng tỉ thí         |
| Hồi 15  | 纖纖出鐵手 矯矯舞金蛇 | Tiêm Tiêm Xuất Thiết Thủ Kiểu Kiểu Vũ Kim Xà           | Thiết Thủ quen dùng độc Kim Xà rải oán sâu            |
| Hồi 16  | 石岡凝冷月 鐵手拂曉風 | Thạch Cương Ngưng Lãnh Nguyệt Thiết Thủ Bất Hiểu Phong | Chốn núi hoang trăng lạnh Người tay sắt động lòng     |
| Hồi 17  | 青衿心上意 彩筆畫中人 | Thanh Khâm Tâm Thượng Ý Thể Bút Hoạ Trung Nhân         | Mơ màng bóng áo xanh Vẩy bút họa tình nhân            |
| Hồi 18  | 朱顏罹寶劍 黑甲入名都 | Châu Nhân Duy Bảo Kiếm Hắc Giáp Nhập Danh Đô           | Máu hồng nhan vấy kiếm Quân hắc giáp nhập kinh        |
| Hồi 19  | 嗟乎興聖主 亦復苦生民 | Ta Hô Hưng Thánh Chúa Diệc Phú Khổ Sinh Dân            | Tưởng gặp đời thánh chúa Nào biết khổ lê dân          |
| Hồi 20  | 空負安邦志 遂吟去國行 | Không Phụ An Bang Chí Toại Ngâm Khứ Quốc Hàng          | Không thỏa chí giúp dân Đành lên thuyền rời nước      |

## Tóm tắt
Vào cuối thời nhà Minh (1368-1644), tướng lĩnh Viên Sùng Hoán bị kẻ xấu cáo buộc oan tư thông với ngoại viên và bị hoàng đế Sùng Trinh xử tử. Con trai Viên Sùng Hoán là Viên Thừa Chí được bảo vệ tính mạng thoát khỏi sự truy lùng gắt gao của An Kiếm Thanh và Tào Công Công khi còn nhỏ được đưa đến núi Hoa Sơn và được Mục Nhân Thanh truyền thụ võ nghệ. Trên núi Hoa Sơn, Viên Thừa Chí tình cờ phát hiện ra Kim xà kiếm và Kim xà bí kíp - di vật của Kim Xà Lang Quân Hạ Tuyết Nghi sau khi mất để lại và học được kiếm thuật thật sự của Hạ Tuyết Nghi.
Sau đó Viên Thừa Chí gặp được Hạ Thanh Thanh, con gái ruột của Hạ Tuyết Nghi và Ôn Nghi. Hạ Thanh Thanh đã đi theo Viên Thừa Chí sau đó bị đuổi khỏi nhà họ Ôn, hai người yêu nhau. Để trả thù cho cha mình, Viên Thừa Chí gia nhập lực lượng khởi nghĩa do Sấm vương Lý Tự Thành lãnh đạo nhằm lật đổ triều đình nhà Minh. Viên Thừa Chí giúp nghĩa quân lấy lại số vàng đã bị gia đình họ Ôn lấy, cùng với Thanh Thanh khám phá ra kho báu ở Nam Kinh mà Kim xà lang quân lúc còn sống chưa kiếm ra được và dùng để cung cấp tài chính cho nghĩa quân. Nhiều nghĩa sĩ giang hồ đã kết bạn và nguyện trung thành với Viên Thừa Chí khi biết chàng là con trai ruột của Viên Sùng Hoán. Họ suy tôn Viên Thừa Chí thành minh chủ của 7 tỉnh, tổ chức thành nghĩa quân nhằm bảo vệ đất nước trước sự xâm lược của quân Mãn Châu phía bắc.
Để giúp Sấm vương, Viên Thừa Chí cùng bằng hữu giang hồ tiến hành phá hủy đại pháo do người Tây dương cung cấp cho triều đình đàn áp nhân dân, sau đó chàng lẻn sang kinh đô Mãn Châu nhằm mưu sát Hoàng Thái Cực nhưng không thành công. Mặc dù căm thù hoàng đế Sùng Trinh sát hại cha mình, nhưng Viên Thừa Chí vẫn cứu thoát Sùng Trinh khỏi mưu đồ phế lập của Huệ Vương. Trong thời gian đó chàng quen biết Hà Thiết Thủ, giáo chủ Ngũ độc giáo và là người cùng phe với Huệ Vương, giúp cô cải tà quy chính và thu nhận làm đệ tử. A Cửu (tức Trường Bình công chúa, con gái vua Sùng Trinh) yêu Viên Thừa Chí và chàng cũng phân vân không dứt khoát giữa A Cửu và Thanh Thanh.
Lý Tự Thành sau khi đánh chiếm Bắc Kinh, bức tử vua Sùng Trinh đã không thực hiện lời hứa về việc đưa dân nghèo thoát khỏi cảnh nghèo khổ lầm than, ngược lại còn dung túng cho quân sĩ cướp bóc hãm hiếp lê dân, còn bản thân Lý Tự Thành thì đắm chìm vào rượu ngon gái đẹp, nghe lời sàm nịnh giết chết Lý Nham là người trung thành với mình. Viên Thừa Chí quá thất vọng nên quyết định ra đi. Quân Mãn Châu với sự trợ giúp của Ngô Tam Quế vượt qua Sơn Hải quan tiến vào Trung nguyên, đánh bại Lý Tự Thành và lập ra nhà Thanh. Viên Thừa Chí biết rằng Trung Quốc đã hoàn toàn rơi vào tay người Mãn, chàng nhận ra rằng mình không thể đảo ngược được tình hình nên quyết định cùng Thanh Thanh và bằng hữu giang hồ chu du hải ngoại, định cư tại hải đảo mà ngày nay là Borneo.

## Nhân vật
- Viên Sùng Hoán (袁崇煥): là một tướng lĩnh cuối thời nhà Minh và là cha của nhân vật chính Viên Thừa Chí.[3] Ông nhận trách nhiệm bảo vệ biên giới phía bắc trước sự xâm lược của Mãn Thanh. Viên Sùng Hoán bị vu cáo oan tư thông với ngoại bang và bị hoàng đế Sùng Trinh xử tử.
- Viên Thừa Chí (袁承志): là nhân vật chính của tác phẩm,[3] con trai Viên Sùng Hoán, đệ tử thứ ba của Mục Nhân Thanh phái Hoa Sơn, tính khí hòa nhã. Viên Thừa Chí cũng học được võ công thật sự của Kim Xà lang quân Hạ Tuyết Nghi thông qua bộ Kim Xà bí kíp, trở thành minh chủ 7 tỉnh đứng đầu Kim Xà Doanh trong lực lượng khởi nghĩa của Lý Tự Thành, sau khi nhà Minh sụp đổ cùng mọi người rời bỏ quê hương. Chàng cùng yêu thương hai người con gái Thanh Thanh và A Cửu nhưng cuối cùng đã lựa chọn nguyện chăm sóc và bảo vệ mối tình đầu của mình mãi mãi.
- Hạ Thanh Thanh (夏青青): còn có tên là Ôn Thanh Thanh (溫青青), là một người con gái thùy mị, dễ thương, hay ghen có trí nhớ hơn người lại thêm tính khôn ngoan của Hạ Tuyết Nghi và Ôn Nghi. Cô là người Kỳ Tiên Phái ở Chiết Giang, thành viên của gia đình họ Ôn nên từ nhỏ nàng thích gì được nấy nhưng luôn bị hắt hủi trong dòng tộc họ Ôn. Thanh Thanh là cô gái xinh đẹp, thông minh và rất có khí chất. Nàng thổi sáo hay, võ công tài giỏi, mưu trí không thua bất cứ bậc nam tử đại trượng phu nào nên được Thừa Chí tôn trọng và yêu thương. Nàng cũng rất yêu Viên Thừa Chí nên khi bị Ôn gia xa lánh vì xuất thân của mình và sau khi mẹ cô mất, cô đã đi theo Viên Thừa Chí làm bạn đồng hành. Thanh Thanh hay ghen với những thiếu nữ có quan hệ với Viên Thừa Chí như An Tiểu Tuệ - bạn thanh mai trúc mã, mỹ nhân Tiêu Uyển Nhi xinh đẹp, thanh nhã và thậm chí là A Cửu công chúa tài sắc vẹn toàn của hoàng đế Sùng Trinh - cô gái khiến Viên Thừa Chí ngày nhớ đêm mong vẻ đẹp hoa nhường nguyệt thẹn, như hoa như ngọc của nàng nên Thanh Thanh xem là kẻ thù cướp mất người nàng yêu nhất. Nàng được ví như một bông hoa đẹp nhưng có gai nhọn và rất độc. Sau khi nhà Minh sụp đổ, Thanh Thanh cùng Viên Thừa Chí rời bỏ quê hương, vui vẻ bên nhau trọn đời đi cùng với giáo chủ của Ngũ Độc giáo Hà Thiết Thủ. Nàng chấp nhận tha thứ cho chàng họ Viên tội thiếu chung thủy.
- A Cửu (阿九): tức Trường Bình công chúa (長平公主), con gái yêu của vua Sùng Trinh, kẻ thù giết cha của Thừa Chí. Cô có vẻ đẹp khuynh đảo thành tự, ''thanh lệ'', ''cao nhã''. Với làn da trắng, đôi má đỏ hồng, đôi mắt to và sáng, cặp chân mày cong vút, giọng nói trong trẻo, thân thể quý phái, tính tình khả ái, dịu dàng, giàu lòng trắc ẩn, giỏi thi ca họa và âm nhạc là đồ đệ của Trình Thanh Trúc, bang chủ Thanh Trúc bang, sau đó tình cờ gặp và yêu say đắm Viên Thừa Chí, hy sinh cho chàng nhiều thứ. Khi Lý Tự Thành tấn công Bắc Kinh nhà Minh, A Cửu bị Sùng Trinh chặt đứt một cánh tay nhưng đã được Viên Thừa Chí cứu sống. Cuối tiểu thuyết, A Cửu quyết định cắt đứt tình cảm với Viên Thừa Chí mặc dù còn rất nặng tình với chàng và xuất gia làm ni cô, bái Mộc Tang đạo nhân làm sư phụ, lấy pháp danh là Cửu Nạn (九難), sống cuộc đời buồn nhiều hơn là vui. Cô cũng xuất hiện lại trong Lộc Đỉnh ký.
- Hạ Tuyết Nghi (夏雪宜): hiệu là Kim Xà lang quân (金蛇郎君), võ nghệ cao cường với Kim Xà kiếm pháp và Kim Xà chùy oai phong giang hồ. Ông hấp dẫn phụ nữ với vẻ ngoài quyến rũ hào hoa và tinh thần nghĩa hiệp, đã có hai cuộc tình với Hà Hồng Dược và Ôn Nghi. Đến kẻ thù dù “bóc phốt” Hạ Tuyết Nghi vẫn phải thừa nhận ông là người diện mạo tuấn tú, còn đẹp hơn nữ tử. Hạ Tuyết Nghi được miêu tả là đã chết khi bộ tiểu thuyết bắt đầu và được nhắc đến về cuộc đời của ông trước khi chết bởi những người còn sống, trong đó có Viên Thừa Chí là truyền nhân của ông. Hạ Tuyết Nghi là một trong những nhân vật quan trọng trong tác phẩm Bích Huyết Kiếm của nhà văn Kim Dung. Cả gia đình ông bị Ôn Lão Lục của phái Ôn gia giết hại. Hạ Tuyết Nghi may mắn sống sót trốn thoát và tìm đến Ngũ Độc giáo luyện tập võ nghệ trong Kim Xà bí kíp (cùng với Kim Xà kiếm là bảo vật trấn bang của Ngũ Độc giáo). Trong lúc thâm nhập lại vào Ngũ Độc giáo để cướp Kim Xà kiếm trả thù cho gia đình, ông vô tình tìm được bảo vật thứ ba của họ là một bản đồ kho báu mà sau này được con gái ông cùng Viên Thừa Chí tìm thấy đưa cho Lý Tự Thành dùng để nuôi binh khởi nghĩa lật đổ nhà Minh. Mang mối thù không đội trời chung với Ôn gia, ông quyết giết 50 người và làm nhục 10 phụ nữ khác trong gia đình họ Ôn. Tuy nhiên, sau khi bắt cóc được Ôn Nghi, ông bị vẻ đẹp bên trong của nàng cảm hóa. Tuy Hạ Tuyết Nghi võ nghệ cao thâm, nhiều lần bất phân thắng bại với Ôn Gia Ngũ Lão nhưng ông đã bị Ôn Gia Ngũ Lão đầu độc bằng Túy Tiên Mật trong bát canh hạt sen do Ôn Nghi đưa mà không biết có độc bên trong chén canh. Mang trong mình kịch độc, nhưng vì bảo vệ Ôn Nghi, chàng đã chiến đấu dũng cảm hết mình nhưng do chất độc phát tán mạnh trong cơ thể nên dẫn đến suy kiệt, sau đó bị Ôn gia bắt sống cắt hết gân tay, gân chân và trở thành phế nhân làm mất đi khả năng thi triển võ công thâm hậu của mình. Cuối cùng, trong quá trình giao lại cho họ Ôn bản đồ kho báu giả, chàng đã thông minh tìm cách thoát thân thành công và sau đó sáng tạo ra Kim Xà bí kíp bản cải tiến để đấu lại Ngũ hành trận pháp nhà họ Ôn nhưng không may giấc mộng về cuộc so tài với nhà họ Ôn đã không diễn ra do ông quyết định tự hạ độc chính bản thân mình. Về sau, Viên Thừa Chí đã vô tình học được bí kíp này và phá giải thành công Ngũ hành trận. Hạ Thanh Thanh chính là con gái của ông và Ôn Nghi do nhà họ Ôn không hề hay biết hai người đã âm thầm động phòng hoa chúc với nhau rồi mới có nàng. Ông đã đột ngột mất trong hang núi của phái Hoa Sơn và được Viên Thừa Chí tự tay chôn cất.
- Ôn Nghi (温仪): là con gái duy nhất của Ôn Lão Tam - Ôn Phương Sơn, người tình của Hạ Tuyết Nghi và mẫu thân của Hạ Thanh Thanh. Sau lần bị Hạ Tuyết Nghi bắt cóc, cô vì thấy chàng là một nam hảo hán hiệp nghĩa và vốn căm ghét cái xấu xa của gia đình mình nên nàng đã yêu thầm chàng. Cô bị Ôn gia xa lánh, thấy tủi thân khi biết Kim Xà lang quân đã mất và để lại tuyệt bút vì có linh tính nghĩ rằng hương hồn của chồng sau khi chết không được siêu thoát và cô đơn lẻ bóng một mình vì gây ra nhiều tội ác với nhà họ Ôn trong quá khứ cũng như muốn ở bên cạnh mãi mãi với hương hồn của chồng mình nên quyết định lựa chọn cái chết bằng cách dùng Kim Xà chùy đâm vào thân thể mình.
- Hà Thiết Thủ (何鐵手): giáo chủ Ngũ độc giáo. Cô có một cái móc sắt ở tay phải, giống như tên gọi Thiết Thủ là bàn tay sắt. Cô vô tình gặp Viên Thừa Chí tại Ngũ độc giáo Bản doanh và ra sức gây khó dễ cho chàng. Khi gặp Hạ Thanh Thanh đóng giả nam trang rất tuấn tú, Hà Thiết Thủ đã không nhận ra và yêu cô nên quyết định phản bội Ngũ độc giáo và rút khỏi kế hoạch ám sát Sùng Trinh. Cô thất vọng khi biết người mình thầm thương trộm nhớ lại là con gái giống mình.[4] Viên Thừa Chí đã thành công trong việc giúp cô cải tà quy chính và thu nhận cô làm đệ tử, đổi tên là Hà Dịch Thủ (何惕守). Cô cũng xuất hiện lại trong Lộc Đỉnh ký.
- Lý Nham (李岩): là mưu sĩ, người đưa ra các sách lược xây dựng lực lượng của Sấm Vương Lý Tự Thành. Anh là chồng của Hồng Nương Tử và huynh đệ kết nghĩa của Viên Thừa Chí. Sau khi lật đổ được nhà Thanh do Lý Tự Thành nghe lời sàm ngôn kết tội oan cho mình nên anh cùng thê tử đã bị ép buộc phải tự sát. Đây cũng là một trong những lý do khiến quân của Lý Tự Thành tan rã và người Mãn xâm nhập vào Trung Nguyên.
- Hồng Nương Tử (紅娘子): là một nữ thủ lĩnh của một đội quân nổi dậy của dân chúng cuối thời nhà Minh, sau đó trở thành thê tử của Lý Nham. Cô cùng đội quân của mình đã theo Lý Nham gia nhập quân của Sấm Vương Lý Tự Thành. Cuối cùng, cô cùng chồng mình tự sát.
- Lý Tự Thành (李自成): nhân dân thời đó gọi là Sấm Vương (闖王) hay Lý Sấm (李闖), lãnh tụ cuộc khởi nghĩa lật đổ triều Minh. Vì say mê người đẹp Trần Viên Viên và ham uống rượu nhiều, lơ là đại sự tái thiết đất nước sau khi lật đổ nhà Minh nên Viên Thừa Chí từ quy thuận dẫn đến chán nản mà bỏ đi biệt xứ cùng Hà Thiết Thủ với Hạ Thanh Thanh, lòng không chút do dự hay hối hận sau này.
- Thần Kiếm Tiên Viên Mục Nhân Thanh (穆人清): chưởng môn phái Hoa Sơn, có ba đệ tử là Đồng bút thiết toán bàn Hoàng Chân, Thần quyền vô địch Quy Tân Thụ và Viên Thừa Chí.
- Mộc Tang đạo trưởng (木桑道長): chưởng môn Thiết Kiếm môn, sư phụ của A Cửu (sau này là Cửu Nạn), sư huynh của Ngọc Chân Tử. Ông thu nhận và chăm sóc chu đáo A Cửu công chúa, dạy dỗ nàng thành người lãnh đạo đúng đắn. Giỏi khinh công, có hai truyền nhân đắc lực nhất là Viên Thừa Chí và Vi Tiểu Bảo.
- Đồng Bút Thiết Toán Bàn Hoàng Chân (黄真): đại đệ tử của Mục Nhân Thanh.
- Thần Quyền Vô Địch Quy Tân Thụ (歸辛樹): nhị đệ tử của Mục Nhân Thanh. Sau này xuất hiện trong Lộc Đỉnh ký.
- Ngọc Chân Tử (玉真子): là sư đệ của Mộc Tang đạo nhân, võ công có phần nhỉnh hơn sư huynh của mình. Ông lựa chọn phản bội bản giáo và được Hoàng Thái Cực phong là Hộ Quốc đạo nhân (護國真人). Cuối cùng bị giết bởi Viên Thừa Chí.

## Viên Sùng Hoán bình truyện
Viên Sùng Hoán bình truyện là phần phụ lục của Bích huyết kiếm, được Kim Dung viết năm 1975, được chia làm 15 phần. Ban đầu có tên Quảng Đông anh hùng Viên man tử đăng trên Minh báo. Tư liệu được lấy từ Minh sử, Thái Tông thực lục, Sùng Trinh trường thiên...
Nội dung chủ yếu của Viên Sùng Hoán bình truyện là lý giải nguyên nhân Sùng Trinh giết Viên Sùng Hoán không phải vì trúng kế phản gián của Hoàng Thái Cực mà là vì xung đột giữa hai cá tính con người, và tâm lý không bình thường của Sùng Trinh. Một mục tiêu khác là nhắc đến nỗi hại của chế độ độc tài chuyên chế.
Theo bản thân Kim Dung thì bài văn này không có giá trị học thuật mà chỉ có tính dễ đọc so với sách sử thông thường.

## Chuyển thể

### Phim điện ảnh
| Năm         | Hãng sản xuất               | Nước      | Đạo diễn        | Biên kịch                 | Giám chế        | Viên Thừa Chí | Hạ Thanh Thanh       | A Cửu          | Thông tin thêm |
| ----------- | --------------------------- | --------- | --------------- | ------------------------- | --------------- | ------------- | -------------------- | -------------- | --- |
| 1958 - 1959 | Nga My ảnh thị              | Hồng Kông | Lý Thần Phong   | Lý Thần Phong             | Văn Vũ          | Tào Đạt Hoa   | Thượng Quan Quân Tuệ | Trần Thuý Bình | Gồm 2 phần, Ngô Sở Phàm vai Hạ Tuyết Nghi, La Diễm Khanh vai Ôn Nghi                                                                  |
| 1980        | Thiệu Thị huynh đệ          | Hồng Kông | Hà Mộng Hoa     | Nghê Khuông               | Thiệu Dật Phu   | Uông Vũ       | Nữu Nữu              | -              | Còn gọi là Tình hiệp truy phong kiếm (情俠追風劍). Diễn viên: Lăng Vân vai Hạ Tuyết Nghi, Lý Lệ Lệ vai Ôn Nghi, Huệ Anh Hồng, La Liệt |
| 1982        | Thiệu Thị huynh đệ          | Hồng Kông | Trương Triệt    | Trương Triệt, Nghê Khuông | Thiệu Nhân Mai  | Quách Truy    | Văn Tuyết Nhi        | -              | Long Thiên Tường vai Hạ Tuyết Nghi, Tỉnh Lợi vai Ôn Nghi                                                                              |
| 1993        | Công ty điện ảnh Vĩnh Thịnh | Hồng Kông | Trương Tĩnh Hải | Trương Tĩnh Hải, Vy Tân   | Trương Tĩnh Hải | Nguyên Bưu    | Diệp Toàn Chân       | Trương Mẫn     | Lý Tu Hiền vai Hạ Tuyết Nghi, Lý Mỹ Phượng vai Ôn Nghi, Viên Vịnh Nghi vai Hà Thiết Thủ                                               |

### Phim truyền hình
| Tên             | Bích Huyết Kiếm                  | Bích Huyết Kiếm | Kim Xà Lang Quân | Bích Huyết Kiếm       | Bích Huyết Kiếm                         |           |           |
| Đài truyền hình | CTV                              | TVB             | TVB              | TVB, CITVC            | Hoa Hạ Thị Thính, Giang Tô Quảng Điện   |           |           |
| Quốc gia        | Hồng Kông                        | Hồng Kông       | Hồng Kông        | Hồng Kông, Trung Quốc | Trung Quốc                              |           |           |
| Số tập          | 25                               | 20              | 20               | 35                    | 30                                      |           |           |
| Đạo diễn        | Lương Thiếu Dung, Hoàng Thái Lai | Lý Huệ Dân      | Lý Quốc Lập      | Lý Thiêm Thắng        | Lý Hàn Thao, Triệu Tiễn, Hoàng Tổ Quyền |           |           |
| Biên kịch       | Tống Hải Linh                    | Hồ Sa           | Lương Vịnh Mai   | Lương Vịnh Mai        | Lãng Tuyết Phong, Chu Khả Hân           |           |           |
| Giám chế        | Tống Hải Linh                    | Lý Huệ Dân      | Lý Quốc Lập      | Lý Thiêm Thắng        | Trương Kỷ Trung                         |           |           |
| Vai diễn        | Diễn viên                        | Diễn viên       | Diễn viên        | Diễn viên             | Diễn viên                               | Diễn viên | Diễn viên |
| Viên Thừa Chí   | Trần Cường                       | Huỳnh Nhật Hoa  | -                | Lâm Gia Đống          | Đậu Trí Khổng                           |           |           |
| Hạ Thanh Thanh  | Văn Tuyết Nhi                    | Trang Tĩnh Nhi  | -                | Âu Tử Hân             | Huỳnh Thánh Y                           |           |           |
| A Cửu           | Lý Thông Minh                    | Mao Thuấn Quân  | -                | Xa Thi Mạn            | Tôn Phi Phi                             |           |           |
| Hạ Tuyết Nghi   |                                  |                 | La Gia Lương     |                       |                                         |           |           |
| Ôn Nghi         |                                  |                 |                  |                       |                                         |           |           |